# Carles Salvador Vidal
Carles Salvador Vidal (Castellón de la Plana, 17 de septiembre de 1990), más conocido como Carles Salvador, es un futbolista español que juega de centrocampista en el C. E. Sabadell de la Primera Federación, cedido por el C. D. Castellón.

## Trayectoria
Salvador comenzó su carrera deportiva en el Valencia Mestalla en 2009, año en el que el club lo cedió al Catarroja C. F.
En 2012 fichó por el Olímpic de Xátiva, de la Segunda División B, club que abandonó un año después para recalar en el C. D. Alcoyano de la misma categoría.
En 2014 fichó por el U. D. Logroñés, equipo de la Segunda B también. Tras dejar el Logroñés en 2019, se marchó al C. D. Castellón, equipo de su ciudad natal, con el que logró el ascenso a Segunda División.
El 1 de septiembre de 2023 fue cedido por el C. D. Castellón al Atlético Saguntino. Allí jugó la primera parte de la temporada antes de ser prestado al C. E. Sabadell a finales de año.

## Clubes
| Club                        | País   | Año       |
| --------------------------- | ------ | --------- |
| Valencia C. F. Mestalla     | España | 2009-2012 |
| Catarroja C. F. (cedido)    | España | 2009-2010 |
| Olímpic de Xátiva           | España | 2012-2013 |
| C. D. Alcoyano              | España | 2013-2016 |
| U. D. Logroñés              | España | 2016-2019 |
| C. D. Castellón             | España | 2019-act. |
| Atlético Saguntino (cedido) | España | 2023      |
| C. E. Sabadell (cedido)     | España | 2024-act. |